# Kaitarō Hasegawa
Pour les articles homonymes, voir Hasegawa.
Kaitarō Hasegawa (長谷川海太郎, Hasegawa Kaitarō), 17 janvier 1900 - 29 juin 1935, est un romancier japonais du début de l'ère Shōwa. Il écrit sous trois noms de plumes différents, chacun avec une personnalité unique, et fait sensation avec ses ouvrages de fiction, ses essais et ses traductions. Il a signé des œuvres sous les pseudonymes Tani Jōji, Hayashi Fubō et Maki Itsuma.

## Jeunesse
Né sur l'île de Sado dans la préfecture de Niigata, Hasegawa est le l'aîné d'une fratrie d'intellectuels : le peintre et écrivain Hasegawa Rinjirō, les écrivains Hasegawa Shun et Hasegawa Shirō. Son père est journaliste et s'installe à Hakodate sur l'île de Hokkaidō où Kaitarō est exposé à un âge précoce à un environnement cosmopolite avec de nombreuses influences étrangères. Il est accepté à l'Université Meiji à Tokyo en 1917. Durant son séjour dans la capitale, il rencontre l'anarchiste Ōsugi Sakae. Une fois diplômé, il embarque en août 1920 pour les États-Unis sur le vapeur Katori Maru de la Nippon Yūsen. Il doit intégrer  l'Oberlin College en Ohio, mais dès novembre 1920, il décide de quitter la vie scolaire et de voyager partout aux États-Unis en prenant des notes sur ses expériences. Il mène une vie de quasi vagabondage dans le Midwest et à New York. En 1924, il retourne au Japon sur un cargo, via l'Amérique du Sud, l'Australie et Dalian dans le Guandong, d'où il rentre au Japon via la Corée occupée. Il a l'intention de retourner aux États-Unis mais se voit refuser un visa en raison des règles d'immigration américaines plus restrictives, et décide de rester au Japon pour tenter sa chance en tant qu'écrivain.

## Carrière littéraire
Peu de temps après son retour au Japon en 1924, Hasegawa crée le nom de plume Tani Jōji (谷譲次) avec lequel il publie des nouvelles dans la revue littéraire Shinseinen (« L'Homme moderne ») à partir de 1925. En 1926, il épouse Kazuko Katori, traductrice d'anglais. Faute d'argent, le couple vit dans une chambre louée dans un petit temple dans le quartier Zaimokuza de Kamakura, tandis que Hasegawa travaille comme chargé de cours à la proche école supérieure des femmes de Kamakura. Cependant, ses efforts en tant qu'auteur sont couronnés de réussite, en particulier ses nouvelles américaines souvent empreintes d'humour, appelée Meriken jappu mono ("recits jap américains") et qui mettent souvent en avant les difficultés éprouvées par les immigrants japonais aux États-Unis. Le premier volume de cette série, Tekisasu Mushuku (« Sans domicile au Texas »), est publié en 1929.
Hasegawa écrit également sous le nom de plume Hayashi Fubō (林不忘) des semi-romans historiques qui paraissent en feuilleton dans le Tokyo Nichi Nichi Shinbun et le Mainichi Shinbun d'Osaka. Dans Shimpan Ooka Seidan (1927–1928). Son principal protagoniste est Tange Sazen, un borgne, manchot super-épéiste. Succès immédiat de librairie, le personnage est rapidement adapté au cinéma et quatre studios concurrents portent simultanément à l'écran des histoires de Hasegawa à partir de 1928.
En 1928, le Chūō Kōron parraine un voyage autour du monde d'un peu plus d'un an pour Hasegawa et son épouse en échange d'essais et de récits situés à différentes étapes de leur périple. Le couple visite quatorze pays. Au cours de ce voyage en Europe, sa femme écrit aussi des articles sur Londres et Paris qui sont publiés dans la revue littéraire pour femmes Fujin Kōron (« Revue des femmes »). Il publiera à son retour en 1929 une compilation de ses articles parus durant son séjour à l'étranger : Odoru chiheisen (L'Horizon dansant).
À son retour, Hasegawa utilise plus souvent le nom de plume Maki Itsuma (牧逸馬) pour publier des récits de non-fiction sur les grands faits divers occidentaux et des récits décrivant la vie sophistiquée urbaine japonaise, ce qui lui vaut un grand succès auprès des lectrices japonaises. Il se voit offrir au même moment une suite à l'Hôtel impérial de Tokyo, mais en 1929, il s'installe à Kamakura où il demeure jusqu'à sa mort en 1935, d'asthme bronchique aigu. Sa tombe se trouve au temple Myōhon-ji à Kamakura.

## Œuvres traduites en français
- Chroniques d'un trimardeur japonais en Amérique, traduit du japonais et présenté par Gérald Peloux, Les Belles Lettres, 2019.